# Изложбени простор Официрског дома у Нишу
Изложбени простор Официрског дома у Нишу један је од савремених мултимедијалних простора, у овом граду, који је свечано почео са радом априла 2016. године. Смештен је у строгом центру града, на Нишавском кеју, у за ту намену, реновираној згради некадашњег Официрског дома изграђеној с краја 19. века, који је седамдесетих година 20. века стављен под заштиту државе и носи статус културног добра од изузетног значаја.
Спада у ред најрепрезентативнијих галеријских простора у Граду Нишу, и Југоисточној Србији. Идеја је да убудуће Официрски дом буде у надлежности Управе за културу, Града Ниша.

## Статус зграде Официрког дома у Нишу
Као споменик велике историјске вредности, y коме је Народна скупштина Србије изгласала Нишку декларацију 7. децембра 1914, a Конгрес Југословенског одбора усвојио Нишку резолуцију 6. маја 1915. године, којима је ударен темељ будућем уједињењу и стварању југословенске заједнице — Официрски дом је решењем Завода за заштиту споменика културе из Ниша, од 25. фебруара 1970. године, стављен под заштиту закона.
Одлуком Скупштине СР Србије од 7. априла 1979. године, Официрски дом у Нишу проглашен је непокретним културним добром од великог значаја за Републику Србију.

## Историја
Објекат Официрског дома изграђен је на почетку друге деценије од ослобођења Ниша од Османлија, 1890. као угоститељски објекат или кафана под називом „Булевар“, чији је власник био Милан Радосављевић Рапоња. Име кафане одговарало је месту на коме је подигнута, због близине двора Обреновића, смештеног у некадашњем конаку Хафис-паше и Бећир-бега, на месту где је данас хотел „Парк", затим нишавског кеја и парка, као и
Дворске улице (сада Улица 7. јула) са новоизграђеним зградама богатих нишких трговаца, официра и чиновника, доприносила је изгледу булевара. Није познато чије је архитектонско дало овај дом, мада се на основу неких извора, може приписати архитекти Ивану Козлићу (1839—1903), који је, по завршетку Gewerbe Academie y Берлину дошао 1866. године у Београд, где је радећи најпре као „пројектант у Министарству грађевина", a затим у више градова Србије, од 1883—1884. године био у Нишу „окружни инжињер", после чега је постављен за „инспектора архитектонског одељења Министарства грађевина у ком звању је и пензионисан 1901. године".
У кафани „Булевар” су скраја 19. и почетком 20. века гостовала бројна путујућа позоришта, певачка друштвима и војни оркестри забављајући госте кафане. Кад је почетком 1891. године кафана „Европа", услед реновирања, постала неподесна за делатност нишког позоришта „Синђелић", власник „Булевара" понудио је нишком позоришту салу свог објекта. Позориште „Синђелић" је тако већ средином марта 1891. године извело прву представу у, за те прилике, специјално уређеној сали „Булевара", са зидовима прекривеним пиротским ћилимовима и сликама Стевана Синђелића, Вука Караџића, Његоша, радовима нишког сликара Стевана Никшића Лале, прозорима прекривеним „плишаним застирачима" и yдну сале постављеном позорницом са „лепо изведеном завесом”.
Тако је било све до 1903. године када је објекат откупила Команда града и претворила га у Официрски дом (дом војних старешина, официра и подофицира), који је функционисао све до почетка Другог светског рата 1941. године.
Објекат Официрског дома био је и место најзначајнијих политичких и скупштинских догађаја Србије. Од многобројних одлука које су овде донесене најзначајнија је она током Првог светског рата, (од 27. јула до 16. октобра 1915. године) када су ту одржавана ратна заседања Скупштине Србије и када је озваничена Нишка декларација, са основним циљем уједињења балканских народа у борби за ослобођење и стварање заједничке државе Срба, Хрвата и Словенаца. У тада усвојеној декларацији изражен је одлучан став, који се противи Лондонском уговору, којим се Италији уступа део јадранске обале.
Седнице Скупштине Србије, које су се одржавале у сали Официрског дома, водио је председник скупштине Андра Николић. У салу се улазило и из хола и са терасе.Сто председника скупшти неналазио се одмах иза улаза у салу. Поред његовог била су још два стола, један министарски, за чланове Владе, а други за записничара. У средишњем делу налазиле су се столице за посланике, у десет редова по 16 столица, а иза њих дрвене клупе за народ. Података о изгледу саме сале нема пуно осим ових који су наведени, тако да је реконструкција Официрсдког дома извршена према описима у новинским чланцима.
После Првог светског рата ова зграда је и даље коришћена као Официрски дом, а истовремено је представљала значајну културну тачку Ниша. Имала је богату библиотеку са читаоницом. Сала Дома је коришћена за предавања, музичке концерте, наступе хорова, изложбе и друге културне манифестације.
По завршетку Другог светског рата, овај објекат служио као подофицирска менза, али и за најразличитије културне потребе грађана, када је у згради поново отварена кафана, која је у време одржавања Филмских сусрета на летњој позорници у нишкој Тврђави била место окупљања глумаца и других поклоника филмске уметности.
Почетком седамдесетих година 20. века, у објекту је био Дом омладине, све до гашења (1999) Омладинске установе „Јосип Колумбо” којој је било уступљена зграда Официрског дома на коришћење. После 1999. године објекат је повремено радио као угоститељски објекат, да би потом био напуштен, тако да о њему више нико није водио рачуна.
Збивања у згради Официрског дома током 1914. и 1915. године обележена су спомен-плочама, откривеним 6. маја 1986. године. Плоче су рад београдског вајара Љубише Мачића. На првој плочи је записано: „ У Нишу, ратној престоници Србије, у овој згради је заседала . децембра Народна скупштина 1914. објавила је Нишку декларацију са идејама у циљевима борбе за ослобођење и уједињење наших народа“. Запис на другој плочи гласи: „ Овде је одржан југословенски митинг 6. маја 1915 године против одлука Лондонског уговора, којима се Далмација уступа Италији и донета је Резолуција, коју је Душан Поповић, секретар ССДП, изражавајући став радничке класе, надахнуто и борбено подржао. У Нишу 6. маја 1986.ОК ССРН Ниша“.

## Предуслови за настанак изложбеног простора у Официрском дому
У 21. веку стално је тражено решење да се вредно здање Официрског дома обнови и приведе новој намени. Било је чак и договора са амбасадом Руске Федерације у Србији да се објекат претвори у Руски културни центар. Када се од тога одустало управа Града Ниша донела је одлуку да се Официрски дом реконструише.
Првобитна идеја Милета Илић, председник Скупштине града Ниша у два мандата, била је да се у већем делу објекта оснује стална музејска поставка нишког Народног музеја, а да се на осталом простору уреде и други културни садржаји.
Реконструкцијс објекта која је почела првих дана 2013. године, ококоначна је након бројних материјалних пробелама, почетком 2016. године, када је Официрски дом коначно поново могао да постане центар свих културних збивања у Нишу. Међутим требало је да прође још неколико месеци, пре него што је отварањем изложбе графика под називом „Матис џез“, чувеног француског уметника Анрија Матиса (зачетника специфичног правца у 20. веку под називом „фовизам“, свечано почео са радом новотворени Изложбени простор у реновираном Официрском дому у Нишу.

## Намена
У објекту постоје три међусобно повезане целине у којима ликовни уметници из Ниша, Србије и свата могу излагати своја ликовна дела, музичари одржавати концерте, књижевници књижевне вечери и сајмове књига, а установе културе и Народни музеј презентовати различите историјске и културне садржаје.
Простор могу користити и бројне друштвено-политичке организације и установе и у њему одржавати бројне скупове и друге манифестације.